# Territoires héréditaires des Habsbourg
1276–1918
Entités précédentes :
- Duché d'Autriche
- Duché de Styrie
- Duché de Carinthie

Entités suivantes :
- République d'Autriche allemande
- État des Slovènes, Croates et Serbes
- Royaume d'Italie

Les territoires héréditaires des Habsbourg (en allemand : Habsburgische Erblande) désignent les territoires autrichiens dirigés de manière héréditaire par la maison de Habsbourg depuis le Moyen Âge tardif jusqu'en 1918. Avec les pays de la couronne de Bohême et du royaume de Hongrie, ils constituaient l'une des trois parties essentielles de la monarchie de Habsbourg en Europe centrale.

## Histoire
La famille des Habsbourg est originaire du duché de Souabe, l'un des duchés constitutifs de la Germanie, où le comte Radbot (mort en 1035) fit construire le château de Habsbourg vers l'an 1020. Au XIIIe siècle, la dynastie régnait sur de vastes domaines entre les Vosges, la Forêt-Noire et le lac des Quatre-Cantons. La plus grande partie des biens souabes a été perdue après la fondation de la Confédération suisse en 1291.

### Origines
Les territoires héréditaires sur le territoire de l'Autriche actuelle sont nés des patrimoines de la famille des Babenberg qui s'éteignit à la mort du duc Frédéric II d'Autriche en 1246. Frédéric avait regné sur le duché d'Autriche ainsi que sur le duché de Styrie voisin, reliés en union personnelle depuis 1192. Quelques années plus tard, s'éteignent également la maison de Sponheim en Carinthie, avec le décès du duc Ulrich III en 1269. C'est le roi Ottokar II de Bohême qui a profité de l'absence d'une autorité impériale pendant le Grand Interrègne et s'emparait des fiefs accomplis.
Les duchés d'Autriche, de Styrie et de Carinthie ont été récupérés par le nouveau roi des Romains de la dynastie habsbourgeoise, Rodolphe Ier, après son élection au trône le 1er octobre 1273. À la diète d'Augsbourg en juin 1275, Rodolphe met son rival Ottokar II de Bohême au ban de l'Empire et reprit ses fiefs. Après sa victoire à la bataille de Marchfeld en 1278, il établit son fils aîné Albert Ier duc d'Autriche et Styrie. La Carinthie échut tout d'abord à la lignée de Goritz-Tyrol, mais fut annexée par Albert II de Habsbourg et son frère Othon à la mort de Henri de Goritz en 1335.

### Pays héréditaires
Après la conclusion du traité de Neuberg en 1379, appartiennent aux territoires héréditaires : 
- l’Archiduché d'Autriche
  - la Basse-Autriche (au-dessous de l'Enns), l'ancien margraviat d'Autriche (Ostarrîchi) fondé vers 976 sous la dynastie des Babenberg, élevé définitivement au rang de duché par le Privilegium Minus en 1156, capitale à Vienne ;
  - la Haute-Autriche (au-dessus de l'Enns), capitale à Linz ;
- l’Autriche intérieure
  - le duché de Styrie, l'ancienne marche de Carantanie élevée au rang de duché en 1180, sous la dynastie des Babenberg à partir de 1192, capitale à Graz ;
  - le duché de Carinthie, à l'origine une marche de Bavière, élevée au rang de duché en 976, capitale à Klagenfurt ;
  - le duché de Carniole, l'ancienne marche de Carniole élevée au rang de duché en 1364, capitale à Ljubljana ;
  - le comté de Goritz (à partir de 1500, plus tard Gorizia et Gradisca), la marche d'Istrie et la ville immédiate de Trieste
- l’Autriche supérieure
  - le comté de Tyrol, capitale à Innsbruck ;
  - l'Autriche antérieure (Stammlande) ou possessions originelles de la famille situées en Alsace et en Forêt-Noire, capitale à Ensisheim puis à Fribourg-en-Brisgau.

### Développement ultérieur

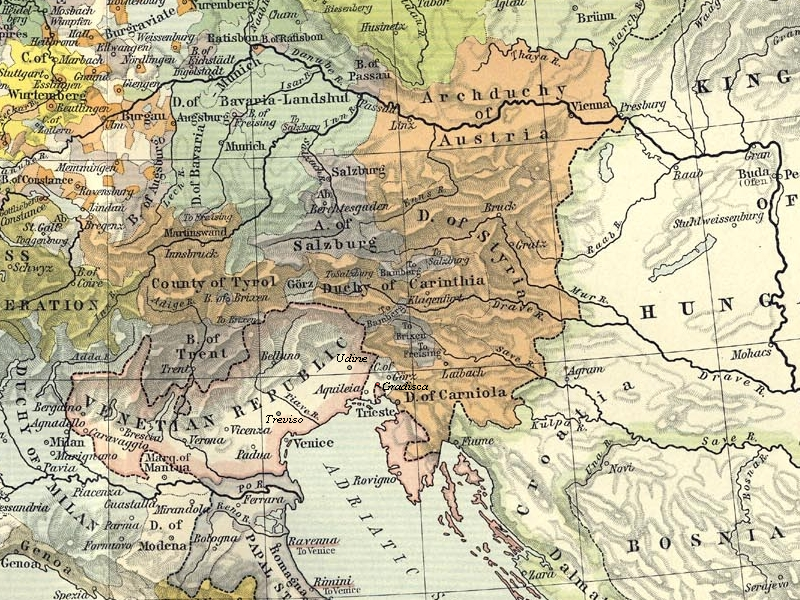
Carte des territoires gouvernés par les Habsbourg vers l'an 1477 (en orange).

En 1306 déjà, Rodolphe III de Habsbourg reçoit en fief le royaume de Bohême et en 1437, le duc Albert V devient roi de Hongrie. Le grand espace fermé d'Europe centrale des Habsbourg provient essentiellement d'une politique habile de mariages : avec l'union conjugale de l'archiduc Maximilien Ier et de Marie de Bourgogne en 1477, la lignée d'Autriche-Bourgogne a vu le jour ; en 1526, leur petit-fils Ferdinand Ier hérite des couronnes de Bohême et de Hongrie en époux d'Anne Jagellon.
Au fil du temps, le contenu du concept des territoires héréditaires a évolué, les Habsbourg ayant assumé de façon quasi continue (à partir de 1438) la direction du Saint-Empire romain puis de l'empire d'Autriche, ce qui a permis des modifications de souveraineté en leur faveur. Des acquisitions ultérieures comprennent le territoire de Salzbourg et le Littoral autrichien. Par contre, les territoires bourguignons acquis par Maximilien Ier ont toujours été considérés comme un héritage distinct et donc exclu des Erblande. Après la démission de l'empereur Charles Quint en 1556, les anciens Pays-Bas bourguignons revinrent à la couronne espagnole.
Après l'abolition de la constitution par ordres dans le royaume de Bohême en 1627, ce dernier ainsi que le margraviat de Moravie et les duchés de Silésie deviennent terres héréditaires. Pour les territoires annexés par la suite à la monarchie comme la Galicie, la Bucovine et la Dalmatie, le terme n'est pas employé.